# Limonia pullata
Limonia pullata là một loài ruồi trong họ Limoniidae. Chúng phân bố ở miền Cổ bắc.

## Phân loài
- Limonia pullata aquila
- Limonia pullata pullata